# Musée Lalla Hadria
Le musée Lalla Hadria ou Lalla Hadria Museum, aussi dit Lella Hadhria, est un musée situé à Midoun sur l'île de Djerba en Tunisie.

## Emplacement
Le musée fait partie d'un complexe touristique appelé Djerba Explore et situé dans la zone touristique de Midoun depuis 2003. Le musée est appelé d'après la lagune Lalla Hadria qui se trouve au sud-est du complexe. Lalla Hadria est le nom d'une résistante qui a protégé les soldats de l'île de Djerba.

## Collections
Les collections du musée sont composées de plus de mille pièces et s'articulent autour de deux sections : les cultures arabo-musulmanes et les arts de Tunisie. Elles s'étalent sur une surface de 3 000 m2. Parmi les quinze salles thématiques du musée, on compte celles de la géométrie et de la figure, la calligraphie, le sacré, les arts persans et ottomans, les arts du Maghreb, le Maghreb des tribus, le décor dans les arts tunisiens, la dinanderie, la céramique tunisienne, la céramique mouradite et husseinite, les costumes et parures tunisiens, les bijoux et parures tunisiens et enfin les tapis.

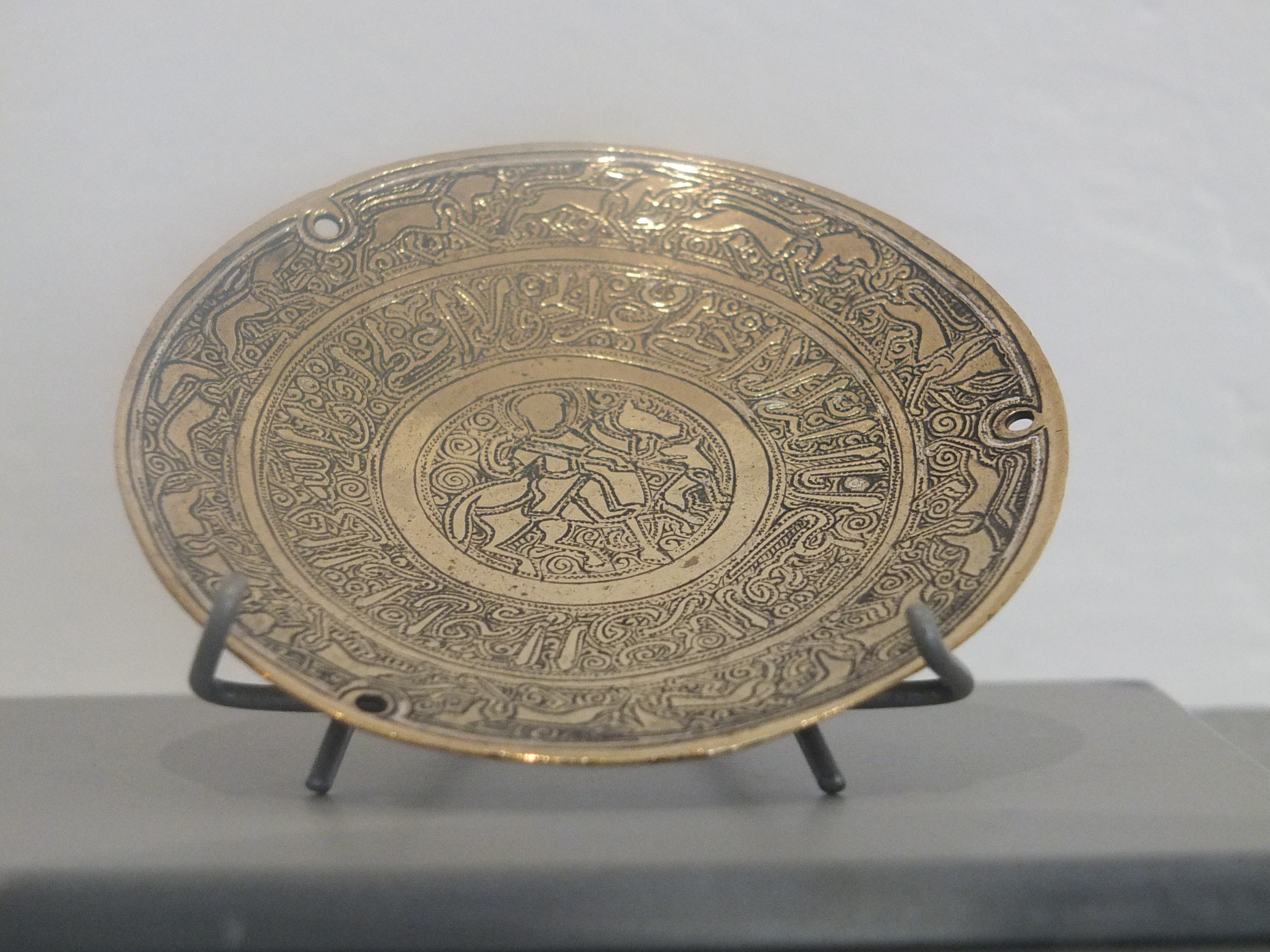
Plateau de balance (XIIe – XIIIe siècle).
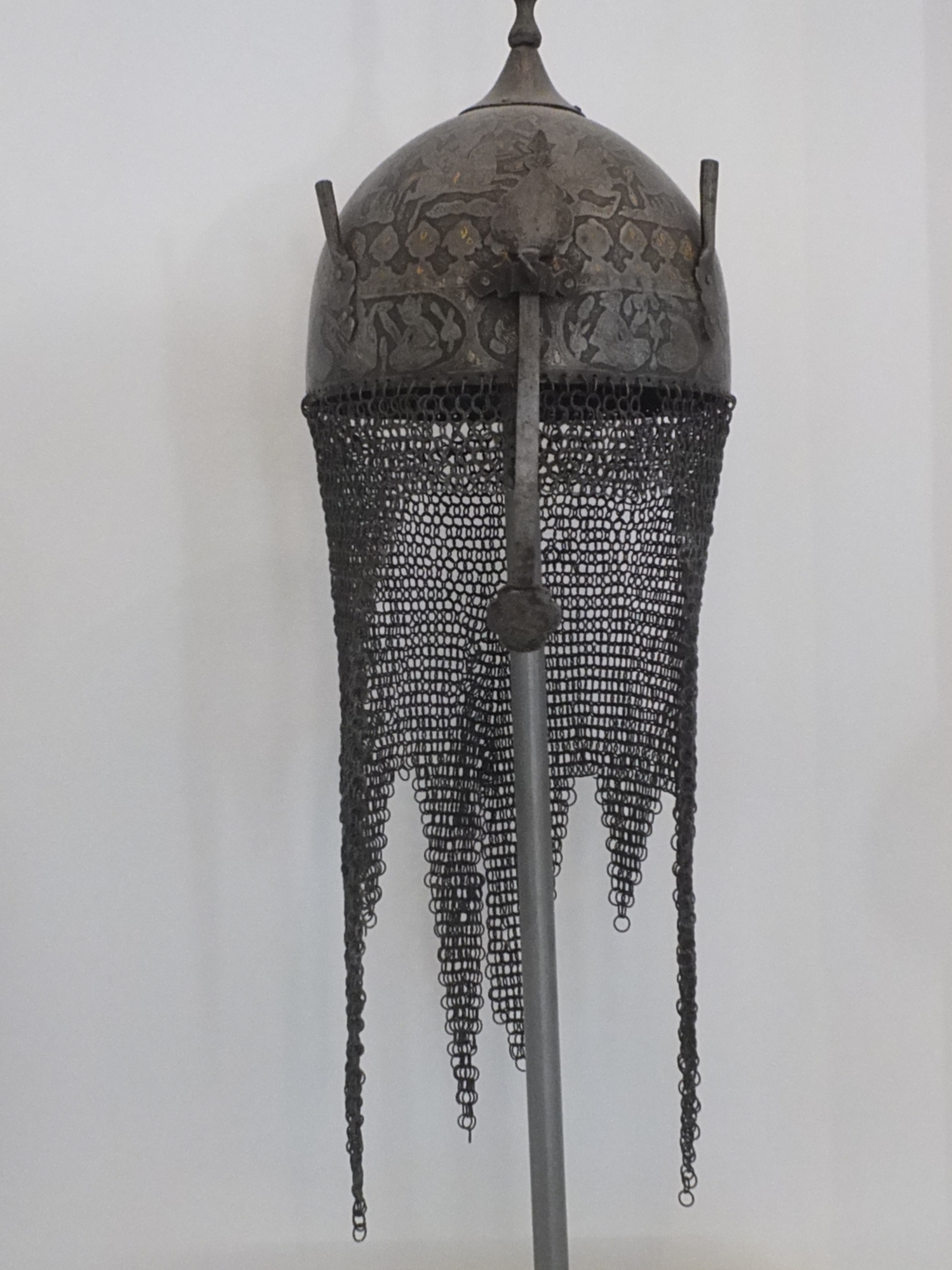
Casque de cérémonie (XIXe siècle).
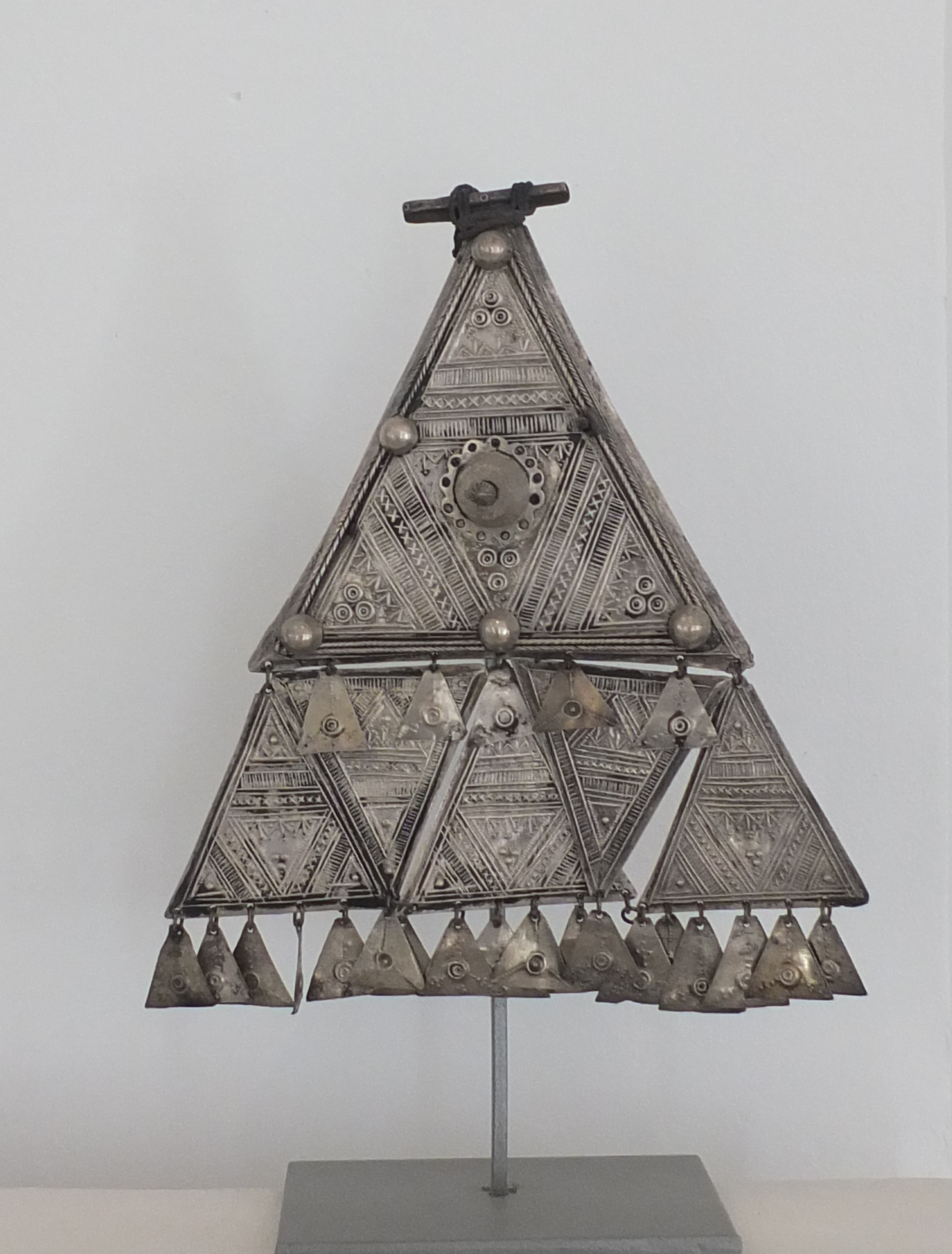
Pendentif touareg (XIXe – XXe siècle).
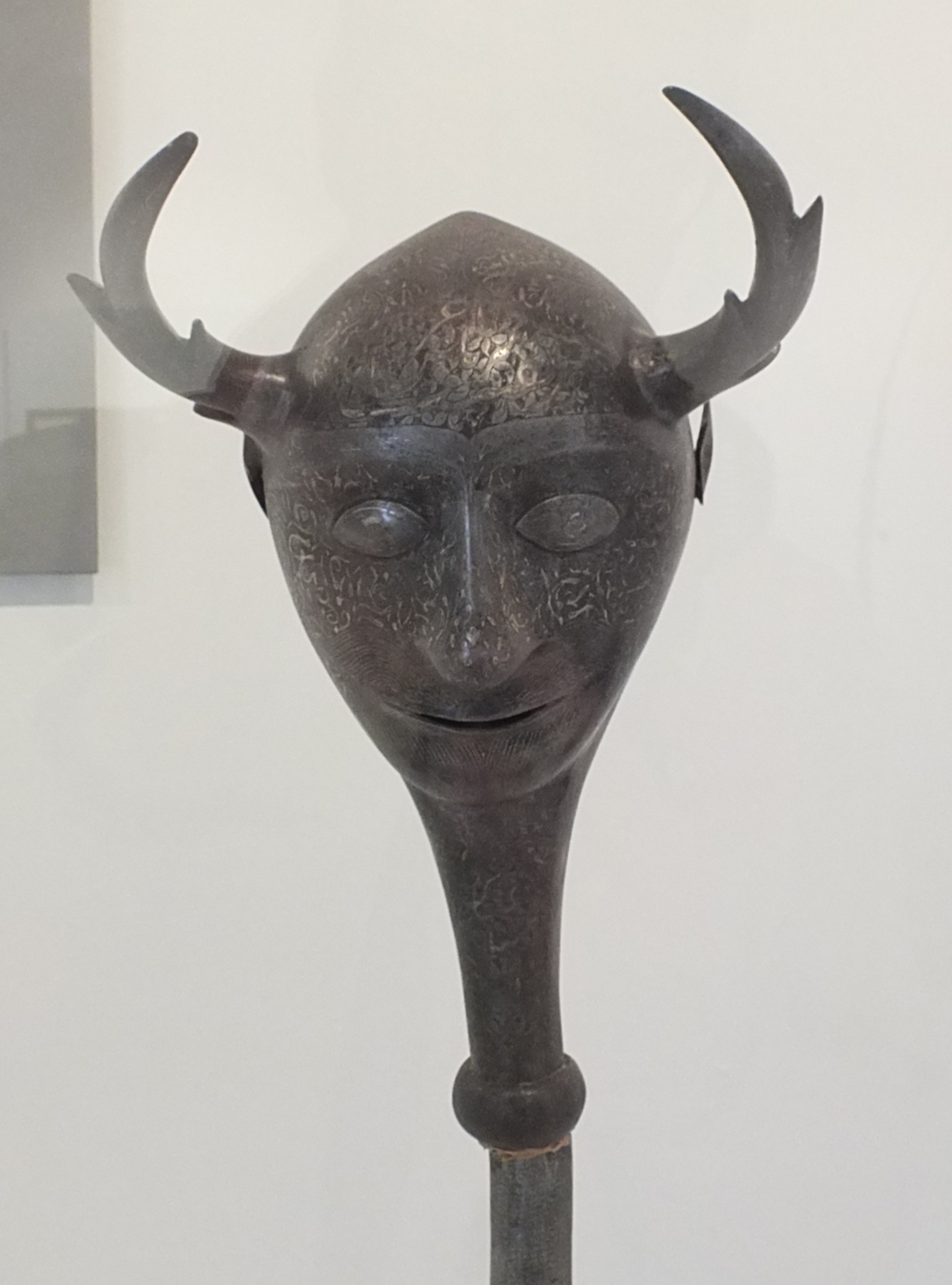
Objet religieux (XIXe siècle).
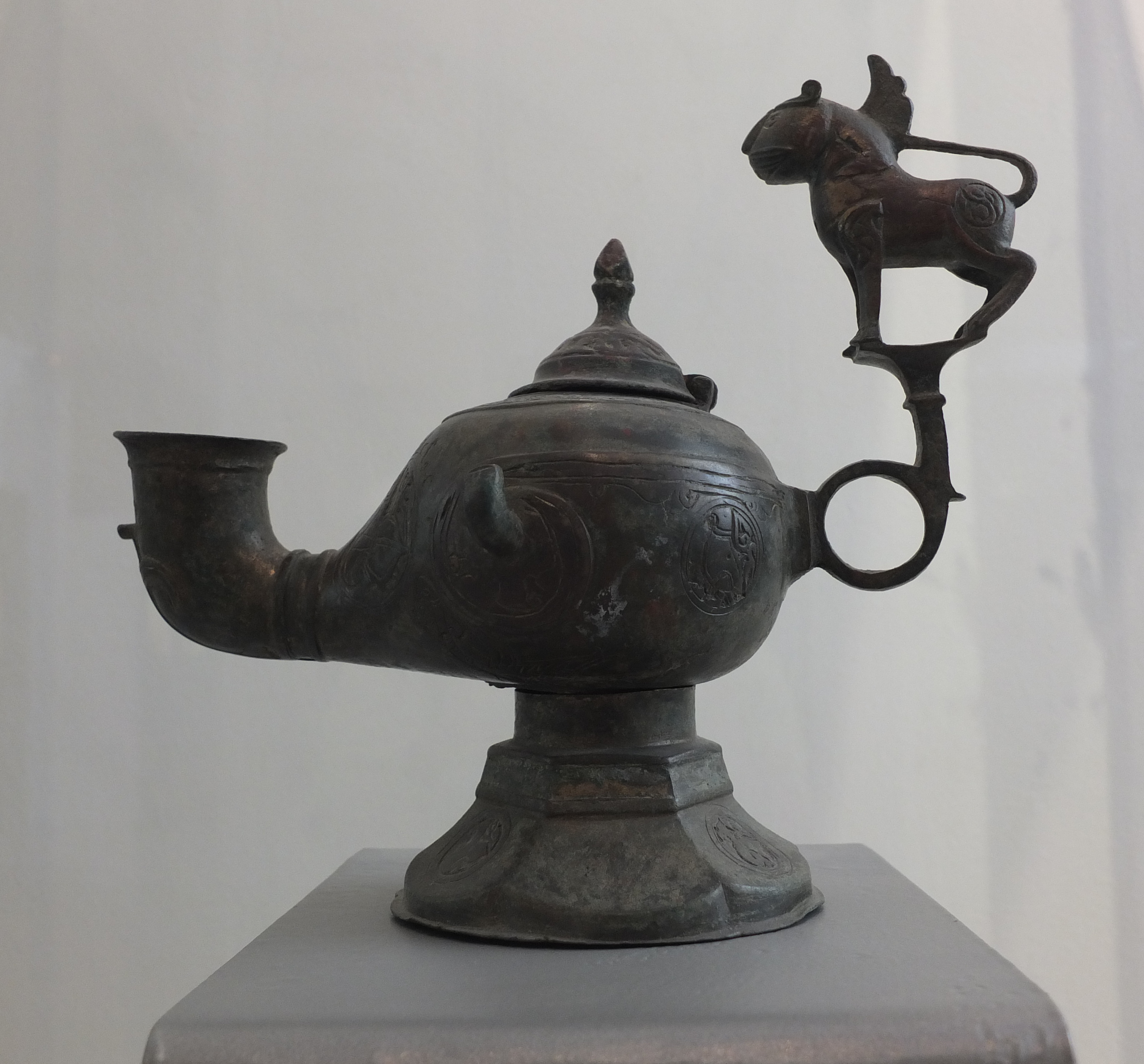
Lampe à huile (XIIe siècle).
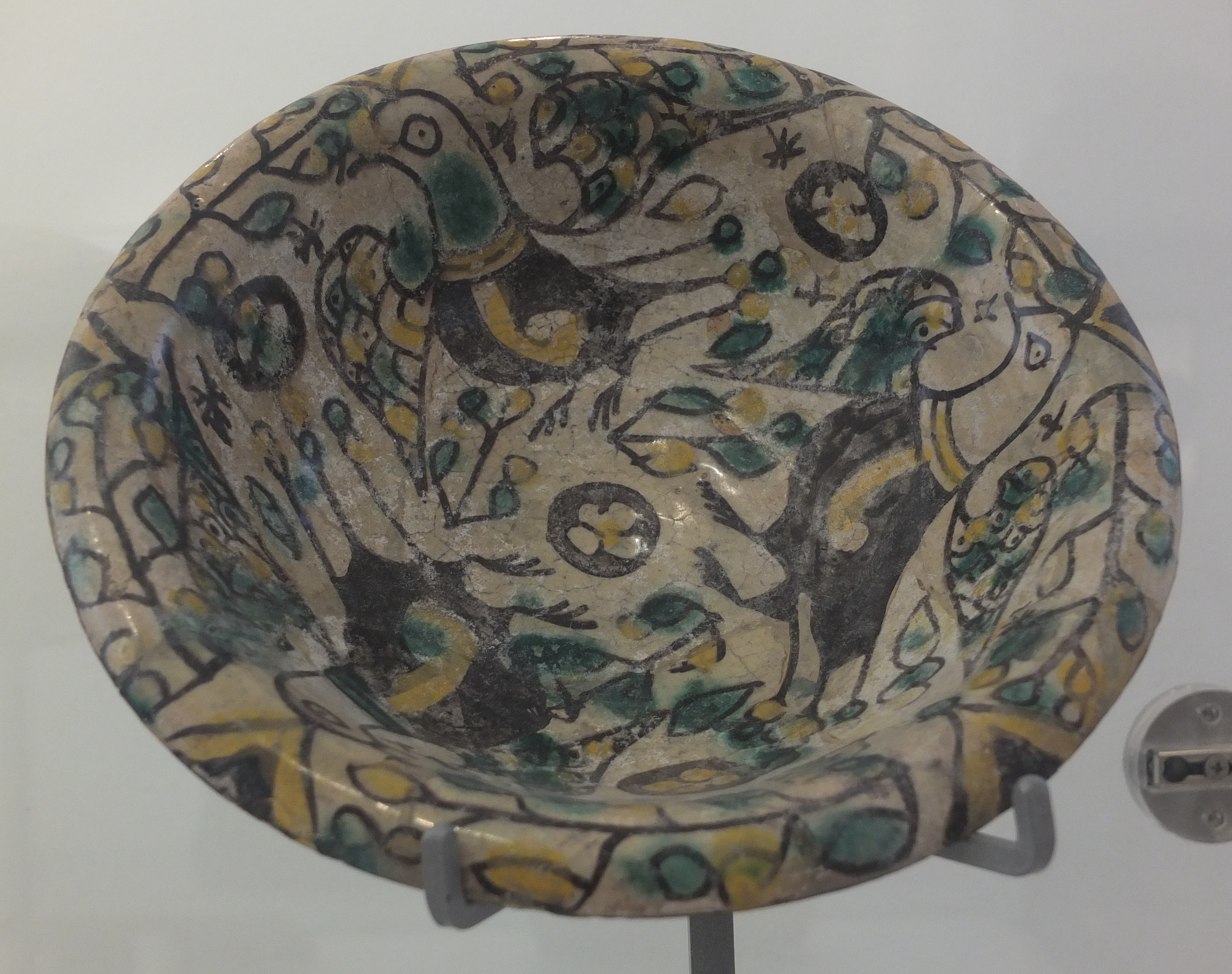
Plat (IXe – Xe siècle).